# Jörg Metes
Jörg Metes (* 5. Januar 1959 in Düsseldorf; † 16. Juni 2024) war ein deutscher Schriftsteller und Satiriker. Von 1983 bis 1987 war er Chefredakteur der Satirezeitschrift Titanic.

## Leben
Metes wuchs in Filderstadt auf, studierte Mathematik in München und war von 1983 bis 1987 Redakteur und Chefredakteur der Satirezeitschrift Titanic in Frankfurt/Main. In der Folge arbeitete Metes vor allem als Gagautor für Kabarettisten, Komiker und Showmaster, darunter etwa Thomas Gottschalk, Dieter Hallervorden, Piet Klocke, Werner Koczwara, Hubertus Meyer-Burckhardt und Richard Rogler. Von 2006 bis 2008 verkörperte Metes auf Spiegel Online den fiktiven Auslandskorrespondenten „E. Bewarzer“. Er lehnte die reformierte Rechtschreibung ab.
Weitere Bekanntheit erreichte Metes durch seine Recherchen für den Blog Ruhrbarone über ein von Lamya Kaddor in Umlauf gebrachtes Falschzitat. Metes’ Recherche führte zu einem Unterlassungs-Urteil des Landgerichts Berlin, welches feststellte, dass die Verbreitung des Gerüchts rufschädigend für die falsch zitierte Betroffene Necla Kelek war.
Metes lebte in Berlin.

## Werke

### Bücher
- Mit Richard Rogler: Mitternachtsspitzen. Kiepenheuer & Witsch, Köln 1990, ISBN 3-462-02025-0.
- Mit Tex Rubinowitz: Die sexuellen Phantasien der Kohlmeisen. Kiepenheuer & Witsch, Köln 1996. Neue, aktualisierte Ausgabe: Kiepenheuer & Witsch, Köln 2010, ISBN 978-3-462-04216-0.
- Die schönsten Weihnachtskatastrophen aus aller Welt. Kiepenheuer & Witsch, Köln 2010, ISBN 978-3-462-04259-7.

### Theaterstücke
- (mit Jos Rinck:) Zwischen 70 Stühlen, (UA Frankfurt/Main 1992; Regie: Joachim Johannsen)
- Bringt mir die Hörner von Wilmingtons Kuh, (UA Wien 1994; Regie: Kurt Palm)
- (mit Stephan Reichenberger:) Sonyboys, (UA Graz/steirischer Herbst 1998; Regie: Stephan Reichenberger)

### Eigene Bühnenprogramme
- (mit Jos Rinck:) Khartum, UA Karlsruhe 2005
- (mit Jos Rinck & die Tonkünstler:) Helden, UA Frankfurt/Main 2006
- (mit Duo FraGILe:) Weihnachtsmann beißt Hund!, UA Wittstock 2012